# Max Beloff
Pour les articles homonymes, voir Beloff.
Max, baron Beloff (2 juillet 1913, Londres - 22 mars 1999), est un historien et homme politique britannique.

## Publications
- Public order and popular disturbances 1660–1714 (1938)
- The Foreign Policy of Soviet Russia 1929–41 (2 volumes) (1947-1949)
- Thomas Jefferson and American Democracy (1948)
- Soviet Policy in the Far East, 1944–51 (1953)
- The Age of Absolutism, 1660–1815 (1954)
- Foreign Policy and the Democratic Press (1955)
- Europe and the Europeans (1957)
- The Great Powers (1959)
- New Dimensions in Foreign Policy (1961)
- The United States and the Unity of Europe (1963)
- The Balance of Power (1968)
- Imperial Sunset-Volume 1: Britain’s Liberal Empire 1897–1921 (1969)
- The American Federal Government (1969)
- The Future of British Foreign Policy (1969)
- The Intellectual in Politics (1970)
- The Tide of Collectivism- Can it be Turned? (1978)
- The State and its servants (1979)
- The Government of the United Kingdom (with Gillian Peele) (1980)
- Wars and Welfare: Britain, 1941–1945 (1984)
- Imperial Sunset-Volume 2: Dream of Commonwealth 1921–42 (1989)
- An Historian in the Twentieth Century (1992)
- Britain and European Union: Dialogue of the Deaf (1996)

## Sources
- (en) Cet article est partiellement ou en totalité issu de l’article de Wikipédia en anglais intitulé « Max Beloff, Baron Beloff » (voir la liste des auteurs).